# Éclipse solaire du 5 décembre 2048
Une éclipse solaire totale aura lieu le 5 décembre 2048.

## Parcours

Carte animée de l'éclipse.

Cette éclipse totale commencera au milieu de l'océan Pacifique austral, puis touchera le sud du Chili et la Patagonie ; ensuite, elle traversera tout l'océan Atlantique austral, pour finir en Namibie au coucher du soleil local.